# DM i landevejscykling 2023 – Linjeløb (junior herrer)
Junior herrernes linjeløb ved DM i landevejscykling 2023 blev afholdt søndag den 25. juni i Aalborg. Linjeløbet foregik over 127,2 km.
Løbet blev vundet af Albert Withen Philipsen fra Tscherning Cycling Academy. Theodor Storm og Anton Louw Larsen fra Team NPV-Carl Ras Roskilde Junior tog sig af de resterende podiepladser.

## Resultat
| \| Samlede stilling \| Samlede stilling \| Samlede stilling \| Samlede stilling \| Samlede stilling \| \| Rytter \| Rytter \| Hold \| Tid \| \| \| ---------------- \| ----------------------------- \| --------------------------------------- \| ---------------- \| ---------------- \| \| 1. \| Albert Withen Philipsen \| Tscherning Cycling Academy \| 2t 58' 34" \| \| \| 2. \| Theodor Storm \| Team NPV-Carl Ras Roskilde Junior \| + 32" \| \| \| 3. \| Anton Louw Larsen \| Team NPV-Carl Ras Roskilde Junior \| + 34" \| \| \| 4. \| Peter Øxenberg Hansen \| Vifra Kvickly Odder Junior \| + 34" \| \| \| 5. \| Patrick Frydkjær \| Team NPV-Carl Ras Roskilde Junior \| + 34" \| \| \| 6. \| Marius Hobolth \| Tscherning Cycling Academy \| + 34" \| \| \| 7. \| Peter Bheki Kring Laursen \| Team NPV-Carl Ras Roskilde Junior \| + 34" \| \| \| 8. \| Andreas Krogh Jensen \| Team Mascot Workwear \| + 34" \| \| \| 9. \| Noah Lindholm Møller Andersen \| Ordrup Cycle Club \| + 34" \| \| \| 10. \| Conrad Haugsted \| Team NPV-Carl Ras Roskilde Junior \| + 34" \| \| \| 11. \| Theodor Clemmensen \| Team Auto Eder \| + 34" \| \| \| 12. \| Lucas Rask Winther \| Team Aalborg Talent-Sparekassen Danmark \| + 34" \| \| \| 13. \| Sebastian Brandt Christiansen \| Team NPV-Carl Ras Roskilde Junior \| + 34" \| \| \| 14. \| Hugo Rishøj \| Tscherning Cycling Academy \| + 34" \| \| \| 15. \| Oskar Hertz \| Tscherning Cycling Academy \| + 34" \| \| |                               |                                         |            |
| |                               |                                         |            |
| Kilde: ProCyclingStats |                               |                                         |            |
| Samlede stilling |                               |                                         |            |
| Rytter | Rytter                        | Hold                                    | Tid        |
| 1. | Albert Withen Philipsen       | Tscherning Cycling Academy              | 2t 58' 34" |
| 2. | Theodor Storm                 | Team NPV-Carl Ras Roskilde Junior       | + 32"      |
| 3. | Anton Louw Larsen             | Team NPV-Carl Ras Roskilde Junior       | + 34"      |
| 4. | Peter Øxenberg Hansen         | Vifra Kvickly Odder Junior              | + 34"      |
| 5. | Patrick Frydkjær              | Team NPV-Carl Ras Roskilde Junior       | + 34"      |
| 6. | Marius Hobolth                | Tscherning Cycling Academy              | + 34"      |
| 7. | Peter Bheki Kring Laursen     | Team NPV-Carl Ras Roskilde Junior       | + 34"      |
| 8. | Andreas Krogh Jensen          | Team Mascot Workwear                    | + 34"      |
| 9. | Noah Lindholm Møller Andersen | Ordrup Cycle Club                       | + 34"      |
| 10. | Conrad Haugsted               | Team NPV-Carl Ras Roskilde Junior       | + 34"      |
| 11. | Theodor Clemmensen            | Team Auto Eder                          | + 34"      |
| 12. | Lucas Rask Winther            | Team Aalborg Talent-Sparekassen Danmark | + 34"      |
| 13. | Sebastian Brandt Christiansen | Team NPV-Carl Ras Roskilde Junior       | + 34"      |
| 14. | Hugo Rishøj                   | Tscherning Cycling Academy              | + 34"      |
| 15. | Oskar Hertz                   | Tscherning Cycling Academy              | + 34"      |

## Hold og ryttere
| DCU Elite Teams (8)- CeramicSpeed Herning CK Junior - Aalborg Talent-Sparekassen Danmark - BACH Advokater-CEC Junior - Team Mascot Workwear - Team NPV-Carl Ras Roskilde Junior - Vifra Kvickly Odder Junior - Zealand Cycling-Grunk Event - Tscherning Cycling Academy Amatørcykelhold- Team Auto Eder Regional- og klubhold (12)- Aalborg Cykle-Ring - Cykle Klubben Aarhus - Cykleklubben FIX Rødovre - Cykling Odense - Give Cykelklub - Herning Cykle Klub - Holbæk Cykelsport - Holstebro Cykle Club - Odder Cykel Klub - Ordrup Cycle Club - Roskilde Cykle Ring - Silkeborg IF Cykling |
| |

### Startliste
| Team NPV-Carl Ras Roskilde Junior ___ | Team NPV-Carl Ras Roskilde Junior ___ | Team NPV-Carl Ras Roskilde Junior ___ |
| ------------------------------------- | ------------------------------------- | ------------------------------------- |
| Nr.                                   | Rytter                                | Placering                             |
| 1                                     | Theodor Storm (DEN)                   | 2.                                    |
| 2                                     | Patrick Frydkjær (DEN)                | 5.                                    |
| 3                                     | Noah Wulff                            | 25.                                   |
| 4                                     | Peter Bheki Kring Laursen             | 7.                                    |
| 5                                     | Conrad Haugsted (DEN)                 | 10.                                   |
| 6                                     | Anton Louw Larsen                     | 3.                                    |
| 7                                     | Gustav Johansen                       | 55.                                   |
| 8                                     | Sebastian Brandt Christiansen         | 13.                                   |
| 9                                     | Mathias Rimm Jeppesen                 | DNF                                   |

| CeramicSpeed Herning CK Junior ___ | CeramicSpeed Herning CK Junior ___ | CeramicSpeed Herning CK Junior ___ |
| ---------------------------------- | ---------------------------------- | ---------------------------------- |
| Nr.                                | Rytter                             | Placering                          |
| 10                                 | Carl Emil Just Pedersen            | DNF                                |
| 11                                 | Daniel Weis (DEN)                  | 26.                                |
| 12                                 | Frederik Dupont Hougaard           | 24.                                |
| 13                                 | Karl-Aksel Tilly                   | 22.                                |
| 14                                 | Mads Bertram Kristensen            | 20.                                |
| 15                                 | Magne Herman Bossen                | 46.                                |
| 16                                 | Mathias Hedevang Christensen       | DNF                                |
| 17                                 | Nicholas Birkholm Nyegaard         | 58.                                |
| 18                                 | Tore Troelsen (DEN)                | 18.                                |

| Team BACH Advokater-CEC Junior ___ | Team BACH Advokater-CEC Junior ___ | Team BACH Advokater-CEC Junior ___ |
| ---------------------------------- | ---------------------------------- | ---------------------------------- |
| Nr.                                | Rytter                             | Placering                          |
| 19                                 | Alfred Kongstad                    | 32.                                |
| 20                                 | August Birk Hundt                  | 51.                                |
| 21                                 | Jakob Falk Paarup                  | 50.                                |
| 22                                 | Jonathan Aagaard Hansen            | 31.                                |
| 23                                 | Magnus Bachke Knudsen              | DNF                                |
| 24                                 | Tristan Bruun Bak                  | 56.                                |

| Team Mascot Workwear ___ | Team Mascot Workwear ___     | Team Mascot Workwear ___ |
| ------------------------ | ---------------------------- | ------------------------ |
| Nr.                      | Rytter                       | Placering                |
| 25                       | Anders Nytofte Petersen      | DNF                      |
| 26                       | Andreas Krogh Jensen         | 8.                       |
| 27                       | Magnus Carstensen            | 53.                      |
| 28                       | Matias Søndergaard           | 34.                      |
| 29                       | Nicolai Koldby Andersen      | 35.                      |
| 30                       | Nikolaj Ankerstjerne Klausen | 52.                      |
| 31                       | Otto Schultz Jølving         | DNS                      |
| 32                       | Victor Johannsen             | DNF                      |

| Vifra Kvickly Odder Junior ___ | Vifra Kvickly Odder Junior ___ | Vifra Kvickly Odder Junior ___ |
| ------------------------------ | ------------------------------ | ------------------------------ |
| Nr.                            | Rytter                         | Placering                      |
| 33                             | Andreas van den Hoorn          | 44.                            |
| 34                             | Bastian Maxim                  | 29.                            |
| 35                             | Daniel Brockhoff (DEN)         | 16.                            |
| 36                             | Johannes Rørby Petersen        | 21.                            |
| 37                             | Karl Lindegaard                | DNS                            |
| 38                             | Noah Bøge                      | 48.                            |
| 39                             | Oscar Vosgerau                 | DNF                            |
| 40                             | Victor Bredtoft Andersen       | 43.                            |

| Zealand Cycling-Grunk Event ___ | Zealand Cycling-Grunk Event ___  | Zealand Cycling-Grunk Event ___ |
| ------------------------------- | -------------------------------- | ------------------------------- |
| Nr.                             | Rytter                           | Placering                       |
| 41                              | Emil Clausen                     | 47.                             |
| 42                              | Johan Frederik Bramsen Hendil    | 42.                             |
| 43                              | Mads Skovgaard Andersen          | 45.                             |
| 44                              | Magnus Saxtoft                   | 37.                             |
| 45                              | Nicklas Noah Dyrholm Bang Jensen | 61.                             |
| 46                              | Oliver Klitgaard Hasgaard        | DNS                             |
| 47                              | Valdemar Kromann Jensen          | 62.                             |

| Team Aalborg Talent-Sparekassen Danmark ___ | Team Aalborg Talent-Sparekassen Danmark ___ | Team Aalborg Talent-Sparekassen Danmark ___ |
| ------------------------------------------- | ------------------------------------------- | ------------------------------------------- |
| Nr.                                         | Rytter                                      | Placering                                   |
| 48                                          | Jens Bak Bjerregaard                        | 54.                                         |
| 49                                          | Lucas Rask Winther                          | 12.                                         |
| 50                                          | Morten Andreassen                           | DNF                                         |
| 51                                          | Morten Bjerre Toftegård                     | 60.                                         |
| 52                                          | Nicolai Lønstrup Ladefoged                  | 63.                                         |
| 53                                          | Noah Iversen                                | DNS                                         |
| 54                                          | Simon Viltoft Andersen                      | DNF                                         |

| Tscherning Cycling Academy ___ | Tscherning Cycling Academy ___ | Tscherning Cycling Academy ___ |
| ------------------------------ | ------------------------------ | ------------------------------ |
| Nr.                            | Rytter                         | Placering                      |
| 55                             | Albert Withen Philipsen        | 1.                             |
| 56                             | Felix Dalhoff                  | 28.                            |
| 57                             | Hugo Rishøj                    | 14.                            |
| 58                             | Konrad Staalby                 | 49.                            |
| 59                             | Mads Schulz Jørgensen          | 37.                            |
| 60                             | Marius Hobolth                 | 6.                             |
| 61                             | Oskar Hertz                    | 15.                            |
| 62                             | Sebastian Mahneke Haaning      | 19.                            |
| 63                             | Victor Vad                     | 33.                            |

| Give Cykelklub ___ | Give Cykelklub ___     | Give Cykelklub ___ |
| ------------------ | ---------------------- | ------------------ |
| Nr.                | Rytter                 | Placering          |
| 64                 | Jacob Kvistgaard       | DNF                |
| 65                 | Kasper Christiansen    | DNF                |
| 66                 | Lucas Kureishi Halfeld | 40.                |
| 67                 | Mads Lerke Arentzen    | DNS                |
| 68                 | Magnus O'Connor        | 66.                |
| 69                 | Simon Damgaard         | 67.                |

| Herning Cykle Klub ___ | Herning Cykle Klub ___   | Herning Cykle Klub ___ |
| ---------------------- | ------------------------ | ---------------------- |
| Nr.                    | Rytter                   | Placering              |
| 70                     | Kasper Aagaard Mikkelsen | DNF                    |
| 71                     | Rasmus Mejer Christensen | DNF                    |

| Holbæk Cykelsport ___ | Holbæk Cykelsport ___        | Holbæk Cykelsport ___ |
| --------------------- | ---------------------------- | --------------------- |
| Nr.                   | Rytter                       | Placering             |
| 72                    | Sylvester Vittinghus Stokbro | 42.                   |

| Holstebro Cykle Club ___ | Holstebro Cykle Club ___ | Holstebro Cykle Club ___ |
| ------------------------ | ------------------------ | ------------------------ |
| Nr.                      | Rytter                   | Placering                |
| 73                       | Noah Sonnich Gadeberg    | 57.                      |

| Odder Cykel Klub ___ | Odder Cykel Klub ___ | Odder Cykel Klub ___ |
| -------------------- | -------------------- | -------------------- |
| Nr.                  | Rytter               | Placering            |
| 74                   | Angus Halle          | DNF                  |
| 75                   | Mathias Post         | 30.                  |

| Ordrup Cycle Club ___ | Ordrup Cycle Club ___         | Ordrup Cycle Club ___ |
| --------------------- | ----------------------------- | --------------------- |
| Nr.                   | Rytter                        | Placering             |
| 76                    | Aksel Haudrum Larsen          | 41.                   |
| 77                    | Linus Østdal                  | 23.                   |
| 78                    | Magnus Gimsing Åhman          | 27.                   |
| 79                    | Noah Lindholm Møller Andersen | 9.                    |

| Roskilde Cykle Ring ___ | Roskilde Cykle Ring ___ | Roskilde Cykle Ring ___ |
| ----------------------- | ----------------------- | ----------------------- |
| Nr.                     | Rytter                  | Placering               |
| 80                      | Oskar Louw Larsen       | 17.                     |

| Silkeborg IF Cykling ___ | Silkeborg IF Cykling ___ | Silkeborg IF Cykling ___ |
| ------------------------ | ------------------------ | ------------------------ |
| Nr.                      | Rytter                   | Placering                |
| 81                       | Oliver Bjørn Olesen      | DNF                      |

| Team Auto Eder ___ | Team Auto Eder ___ | Team Auto Eder ___ |
| ------------------ | ------------------ | ------------------ |
| Nr.                | Rytter             | Placering          |
| 82                 | Theodor Clemmensen | 11.                |

| Cykle Klubben Aarhus ___ | Cykle Klubben Aarhus ___ | Cykle Klubben Aarhus ___ |
| ------------------------ | ------------------------ | ------------------------ |
| Nr.                      | Rytter                   | Placering                |
| 83                       | Victor Bagger Rasmussen  | 39.                      |

| Cykleklubben FIX Rødovre ___ | Cykleklubben FIX Rødovre ___ | Cykleklubben FIX Rødovre ___ |
| ---------------------------- | ---------------------------- | ---------------------------- |
| Nr.                          | Rytter                       | Placering                    |
| 84                           | Markus Nymann Andersen       | 65.                          |

| Cykling Odense ___ | Cykling Odense ___      | Cykling Odense ___ |
| ------------------ | ----------------------- | ------------------ |
| Nr.                | Rytter                  | Placering          |
| 85                 | Albert Hansgaard Jensen | 64.                |

| Aalborg Cykle-Ring ___ | Aalborg Cykle-Ring ___ | Aalborg Cykle-Ring ___ |
| ---------------------- | ---------------------- | ---------------------- |
| Nr.                    | Rytter                 | Placering              |
| 86                     | Rasmus Lindholt Leyni  | DNF                    |

| Vifra Kvickly Odder Junior ___ | Vifra Kvickly Odder Junior ___ | Vifra Kvickly Odder Junior ___ |
| ------------------------------ | ------------------------------ | ------------------------------ |
| Nr.                            | Rytter                         | Placering                      |
| 87                             | Peter Øxenberg Hansen (DEN)    | 4.                             |

| Cycling Club Hillerød ___ | Cycling Club Hillerød ___ | Cycling Club Hillerød ___ |
| ------------------------- | ------------------------- | ------------------------- |
| Nr.                       | Rytter                    | Placering                 |
| 88                        | Mads Salomonsson          | 59.                       |

| Team NPV-Carl Ras Roskilde Junior ___ | Team NPV-Carl Ras Roskilde Junior ___ | Team NPV-Carl Ras Roskilde Junior ___ |
| ------------------------------------- | ------------------------------------- | ------------------------------------- |
| Nr.                                   | Rytter                                | Placering                             |
| 1                                     | Theodor Storm (DEN)                   | 2.                                    |
| 2                                     | Patrick Frydkjær (DEN)                | 5.                                    |
| 3                                     | Noah Wulff                            | 25.                                   |
| 4                                     | Peter Bheki Kring Laursen             | 7.                                    |
| 5                                     | Conrad Haugsted (DEN)                 | 10.                                   |
| 6                                     | Anton Louw Larsen                     | 3.                                    |
| 7                                     | Gustav Johansen                       | 55.                                   |
| 8                                     | Sebastian Brandt Christiansen         | 13.                                   |
| 9                                     | Mathias Rimm Jeppesen                 | DNF                                   |

| CeramicSpeed Herning CK Junior ___ | CeramicSpeed Herning CK Junior ___ | CeramicSpeed Herning CK Junior ___ |
| ---------------------------------- | ---------------------------------- | ---------------------------------- |
| Nr.                                | Rytter                             | Placering                          |
| 10                                 | Carl Emil Just Pedersen            | DNF                                |
| 11                                 | Daniel Weis (DEN)                  | 26.                                |
| 12                                 | Frederik Dupont Hougaard           | 24.                                |
| 13                                 | Karl-Aksel Tilly                   | 22.                                |
| 14                                 | Mads Bertram Kristensen            | 20.                                |
| 15                                 | Magne Herman Bossen                | 46.                                |
| 16                                 | Mathias Hedevang Christensen       | DNF                                |
| 17                                 | Nicholas Birkholm Nyegaard         | 58.                                |
| 18                                 | Tore Troelsen (DEN)                | 18.                                |

| Team BACH Advokater-CEC Junior ___ | Team BACH Advokater-CEC Junior ___ | Team BACH Advokater-CEC Junior ___ |
| ---------------------------------- | ---------------------------------- | ---------------------------------- |
| Nr.                                | Rytter                             | Placering                          |
| 19                                 | Alfred Kongstad                    | 32.                                |
| 20                                 | August Birk Hundt                  | 51.                                |
| 21                                 | Jakob Falk Paarup                  | 50.                                |
| 22                                 | Jonathan Aagaard Hansen            | 31.                                |
| 23                                 | Magnus Bachke Knudsen              | DNF                                |
| 24                                 | Tristan Bruun Bak                  | 56.                                |

| Team Mascot Workwear ___ | Team Mascot Workwear ___     | Team Mascot Workwear ___ |
| ------------------------ | ---------------------------- | ------------------------ |
| Nr.                      | Rytter                       | Placering                |
| 25                       | Anders Nytofte Petersen      | DNF                      |
| 26                       | Andreas Krogh Jensen         | 8.                       |
| 27                       | Magnus Carstensen            | 53.                      |
| 28                       | Matias Søndergaard           | 34.                      |
| 29                       | Nicolai Koldby Andersen      | 35.                      |
| 30                       | Nikolaj Ankerstjerne Klausen | 52.                      |
| 31                       | Otto Schultz Jølving         | DNS                      |
| 32                       | Victor Johannsen             | DNF                      |

| Vifra Kvickly Odder Junior ___ | Vifra Kvickly Odder Junior ___ | Vifra Kvickly Odder Junior ___ |
| ------------------------------ | ------------------------------ | ------------------------------ |
| Nr.                            | Rytter                         | Placering                      |
| 33                             | Andreas van den Hoorn          | 44.                            |
| 34                             | Bastian Maxim                  | 29.                            |
| 35                             | Daniel Brockhoff (DEN)         | 16.                            |
| 36                             | Johannes Rørby Petersen        | 21.                            |
| 37                             | Karl Lindegaard                | DNS                            |
| 38                             | Noah Bøge                      | 48.                            |
| 39                             | Oscar Vosgerau                 | DNF                            |
| 40                             | Victor Bredtoft Andersen       | 43.                            |

| Zealand Cycling-Grunk Event ___ | Zealand Cycling-Grunk Event ___  | Zealand Cycling-Grunk Event ___ |
| ------------------------------- | -------------------------------- | ------------------------------- |
| Nr.                             | Rytter                           | Placering                       |
| 41                              | Emil Clausen                     | 47.                             |
| 42                              | Johan Frederik Bramsen Hendil    | 42.                             |
| 43                              | Mads Skovgaard Andersen          | 45.                             |
| 44                              | Magnus Saxtoft                   | 37.                             |
| 45                              | Nicklas Noah Dyrholm Bang Jensen | 61.                             |
| 46                              | Oliver Klitgaard Hasgaard        | DNS                             |
| 47                              | Valdemar Kromann Jensen          | 62.                             |

| Team Aalborg Talent-Sparekassen Danmark ___ | Team Aalborg Talent-Sparekassen Danmark ___ | Team Aalborg Talent-Sparekassen Danmark ___ |
| ------------------------------------------- | ------------------------------------------- | ------------------------------------------- |
| Nr.                                         | Rytter                                      | Placering                                   |
| 48                                          | Jens Bak Bjerregaard                        | 54.                                         |
| 49                                          | Lucas Rask Winther                          | 12.                                         |
| 50                                          | Morten Andreassen                           | DNF                                         |
| 51                                          | Morten Bjerre Toftegård                     | 60.                                         |
| 52                                          | Nicolai Lønstrup Ladefoged                  | 63.                                         |
| 53                                          | Noah Iversen                                | DNS                                         |
| 54                                          | Simon Viltoft Andersen                      | DNF                                         |

| Tscherning Cycling Academy ___ | Tscherning Cycling Academy ___ | Tscherning Cycling Academy ___ |
| ------------------------------ | ------------------------------ | ------------------------------ |
| Nr.                            | Rytter                         | Placering                      |
| 55                             | Albert Withen Philipsen        | 1.                             |
| 56                             | Felix Dalhoff                  | 28.                            |
| 57                             | Hugo Rishøj                    | 14.                            |
| 58                             | Konrad Staalby                 | 49.                            |
| 59                             | Mads Schulz Jørgensen          | 37.                            |
| 60                             | Marius Hobolth                 | 6.                             |
| 61                             | Oskar Hertz                    | 15.                            |
| 62                             | Sebastian Mahneke Haaning      | 19.                            |
| 63                             | Victor Vad                     | 33.                            |

| Give Cykelklub ___ | Give Cykelklub ___     | Give Cykelklub ___ |
| ------------------ | ---------------------- | ------------------ |
| Nr.                | Rytter                 | Placering          |
| 64                 | Jacob Kvistgaard       | DNF                |
| 65                 | Kasper Christiansen    | DNF                |
| 66                 | Lucas Kureishi Halfeld | 40.                |
| 67                 | Mads Lerke Arentzen    | DNS                |
| 68                 | Magnus O'Connor        | 66.                |
| 69                 | Simon Damgaard         | 67.                |

| Herning Cykle Klub ___ | Herning Cykle Klub ___   | Herning Cykle Klub ___ |
| ---------------------- | ------------------------ | ---------------------- |
| Nr.                    | Rytter                   | Placering              |
| 70                     | Kasper Aagaard Mikkelsen | DNF                    |
| 71                     | Rasmus Mejer Christensen | DNF                    |

| Holbæk Cykelsport ___ | Holbæk Cykelsport ___        | Holbæk Cykelsport ___ |
| --------------------- | ---------------------------- | --------------------- |
| Nr.                   | Rytter                       | Placering             |
| 72                    | Sylvester Vittinghus Stokbro | 42.                   |

| Holstebro Cykle Club ___ | Holstebro Cykle Club ___ | Holstebro Cykle Club ___ |
| ------------------------ | ------------------------ | ------------------------ |
| Nr.                      | Rytter                   | Placering                |
| 73                       | Noah Sonnich Gadeberg    | 57.                      |

| Odder Cykel Klub ___ | Odder Cykel Klub ___ | Odder Cykel Klub ___ |
| -------------------- | -------------------- | -------------------- |
| Nr.                  | Rytter               | Placering            |
| 74                   | Angus Halle          | DNF                  |
| 75                   | Mathias Post         | 30.                  |

| Ordrup Cycle Club ___ | Ordrup Cycle Club ___         | Ordrup Cycle Club ___ |
| --------------------- | ----------------------------- | --------------------- |
| Nr.                   | Rytter                        | Placering             |
| 76                    | Aksel Haudrum Larsen          | 41.                   |
| 77                    | Linus Østdal                  | 23.                   |
| 78                    | Magnus Gimsing Åhman          | 27.                   |
| 79                    | Noah Lindholm Møller Andersen | 9.                    |

| Roskilde Cykle Ring ___ | Roskilde Cykle Ring ___ | Roskilde Cykle Ring ___ |
| ----------------------- | ----------------------- | ----------------------- |
| Nr.                     | Rytter                  | Placering               |
| 80                      | Oskar Louw Larsen       | 17.                     |

| Silkeborg IF Cykling ___ | Silkeborg IF Cykling ___ | Silkeborg IF Cykling ___ |
| ------------------------ | ------------------------ | ------------------------ |
| Nr.                      | Rytter                   | Placering                |
| 81                       | Oliver Bjørn Olesen      | DNF                      |

| Team Auto Eder ___ | Team Auto Eder ___ | Team Auto Eder ___ |
| ------------------ | ------------------ | ------------------ |
| Nr.                | Rytter             | Placering          |
| 82                 | Theodor Clemmensen | 11.                |

| Cykle Klubben Aarhus ___ | Cykle Klubben Aarhus ___ | Cykle Klubben Aarhus ___ |
| ------------------------ | ------------------------ | ------------------------ |
| Nr.                      | Rytter                   | Placering                |
| 83                       | Victor Bagger Rasmussen  | 39.                      |

| Cykleklubben FIX Rødovre ___ | Cykleklubben FIX Rødovre ___ | Cykleklubben FIX Rødovre ___ |
| ---------------------------- | ---------------------------- | ---------------------------- |
| Nr.                          | Rytter                       | Placering                    |
| 84                           | Markus Nymann Andersen       | 65.                          |

| Cykling Odense ___ | Cykling Odense ___      | Cykling Odense ___ |
| ------------------ | ----------------------- | ------------------ |
| Nr.                | Rytter                  | Placering          |
| 85                 | Albert Hansgaard Jensen | 64.                |

| Aalborg Cykle-Ring ___ | Aalborg Cykle-Ring ___ | Aalborg Cykle-Ring ___ |
| ---------------------- | ---------------------- | ---------------------- |
| Nr.                    | Rytter                 | Placering              |
| 86                     | Rasmus Lindholt Leyni  | DNF                    |

| Vifra Kvickly Odder Junior ___ | Vifra Kvickly Odder Junior ___ | Vifra Kvickly Odder Junior ___ |
| ------------------------------ | ------------------------------ | ------------------------------ |
| Nr.                            | Rytter                         | Placering                      |
| 87                             | Peter Øxenberg Hansen (DEN)    | 4.                             |

| Cycling Club Hillerød ___ | Cycling Club Hillerød ___ | Cycling Club Hillerød ___ |
| ------------------------- | ------------------------- | ------------------------- |
| Nr.                       | Rytter                    | Placering                 |
| 88                        | Mads Salomonsson          | 59.                       |